# Słupca (comune rurale)
Słupca è un comune rurale polacco del distretto di Słupca, nel voivodato della Grande Polonia.
Ricopre una superficie di 144,93 km² e nel 2004 contava 8 885 abitanti.
Il capoluogo è Słupca, che non fa parte del territorio ma costituisce un comune a sé.

## Villaggi
Fanno parte del comune rurale i seguenti villaggi: Benignowo, Bielawy, Borki, Cienin Kościelny, Cienin Zaborny, Cienin Zaborny-Parcele, Cienin-Kolonia, Cienin-Perze, Czerwonka, Czesławowo, Drążna, Gółkowo, Grobla, Grzybków, Jaworowo, Józefowo, Kamień, Kąty, Kluczewnica, Kochowo, Korwin, Koszuty, Koszuty Małe, Koszuty-Parcele, Kotunia, Kowalewo Opactwo-Parcele, Kowalewo Opactwo-Wieś, Kowalewo-Góry, Kowalewo-Opactwo, Kowalewo-Sołectwo, Kunowo, Marcewek, Marcewo, Meszna, Michałowo, Młodojewo, Młodojewo-Parcele, Niezgoda, Nowa Wieś, Pępocin, Piotrowice, Piotrowice-Parcele, Pokoje, Poniatówek, Posada, Rokosz, Róża, Rozalin, Sergiejewo, Szkudłówka, Wierzbno, Wierzbocice, Wilczna, Wola Koszucka-Parcele, Zaborze, Zacisze, Zastawie e Żelazków.